# أوركسترا كونسيرت خيباو الملكية
أوركسترا كونسيرت خيباو الملكية هي أوركسترا هولندية من أمستردام يقع مقرها في مسرح كونسيرت خيباو.تأسست الفرقة في 1888 وتعتبر واحدة من فرق الأوركسترا الرائدة في العالم.